# Поплавський Вадим Теодорович
Поплавський Вадим Теодорович (1 квітня 1959, Одеса — 5 вересня 1993, Воронезька область) — український комік, актор, учасник комік-трупи «Маски».

## Життєпис
Народився 1 квітня 1959 року в місті Одесі. Закінчив у 1982 році Одеський інститут інженерів морського транспорту. Захоплювався пантомімою, виступав у художній самодіяльності.
З кінця 1980-х років професійний актор, дебютував в епізоді у фільмі Кіри Муратової «Астенічний синдром». Керував дитячою студією пантоміми «Маськи». У 1992 році Вадим Поплавський був запрошений на зйомки перших передач «Маски-Шоу» на телебаченні, а з початку 1993 перейшов на постійну роботу в цей колектив.
Вадим Поплавський трагічно загинув 5 вересня 1993 у віці 34 років у автомобільній катастрофі на 43-му км траси М4 біля Воронежа. Похований в Одесі на Таїровському цвинтарі.

## Фільмографія
- 1989 — Астенічний синдром
- 1992 — Лавка «Рубінчик і …»
- 1993 — Щось одне